# 鳩
鳩（はと）は、ハト目ハト科に属する鳥類の総称である。体に比べて頭が小さく、胸骨、胸筋が発達してずんぐりとした体型が特徴である。
ハト目には世界では約42属290種あり、そのうち日本の在来種は、カラスバト属（カラスバト、アカガシラカラスバト、ヨナクニカラスバト、リュウキュウカラスバト、オガサワラカラスバト）、キジバト属（キジバト、リュウキュウキジバト、シラコバト）、ベニバト属（ベニバト）、キンバト属（リュウキュウキンバト）、アオバト属（アオバト、リュウキュウズアカアオバト、チュウダイズアカアオバト）の5属13種が挙げられる（9種とする説もある）。
このうち、リュウキュウカラスバトとオガサワラカラスバトの2種は絶滅したと考えられていたが、近年、DNA調査により亜種がいくつかの諸島部で生存していることが確認された。
なお、カワラバト（ドバト）は、1500年程前に日本に渡来した外来種であるとともに、5000年以上前より世界各地で家禽化され広まった飼養品種であるため、学術的には日本固有の在来種ではない。このため、現在でも野鳥とみなされないことがある。また、ジュズカケバトについては、広義にはシラコバトのうち飼養品種となったものとされるため、上記リストからは省かれている。ジュズカケバトの白色変種である銀鳩（観賞用に飼われたりマジックの小道具として使われたりする小型のハト）も同様である。

## 生物として
食性は雑食性である（木の実やミミズを食べる）。一般的に熱帯種では一腹一卵、温帯種では一腹二卵を産み、14～21日の抱卵の後で孵化する。鳩の雛が孵化から巣立ちするまでの期間は25～40日だが、鳩ミルク（ピジョンミルク）と呼ばれる親鳥のソノウから分泌される高蛋白なミルクで育てられる。雛は親鳥の口に嘴を差し入れてミルクを摂取する。ピジョンミルクには炭水化物は殆ど含まれておらず、主成分は主に蛋白質である。栄養価は高く、ヒトのアスリート向けプロテインに近い成分組成である。ただし、ピジョンミルクには雛の成長につれて、半消化状態の柔らかい餌が徐々に混ざることがわかっている。巣から落ちた鳩のひなを人工飼育するには、植物性のプロテインや練り餌（釣具屋で売っている鮒・鯉釣り用の練り餌が安価で簡便である）をぬるま湯で粥状に溶き、手のひらに握りこんで指のすき間から与えるのが簡単な飼育法である。

## 飼育史
ハトはおおよそ10000年から6000年ほど前の新石器時代に飼育動物化されたと考えられている。ハトは人里に近い土地で営巣する動物であり、洞窟や崖、そして泥や石で造られた初期人間の住居に巣を作っていた。中東において当時栽培が始まったコムギやオオムギなどもハトの食料として好適であった。こうしてハトと人間の距離が縮まったのち、ハトの飼育化が始まった。当初は神経質な成鳥に比べて人に慣れやすく飼いやすいハトの雛を成長させる目的で飼育が始まり、やがて家禽化していったと考えられている。
紀元前2900年頃にシュメールのシュルッパクにて起こった大洪水はシュメルの洪水神話として後世に残され、『ギルガメシュ叙事詩』や旧約聖書のノアの方舟の話の原型となった。『ギルガメシュ叙事詩』において既に陸地を探すためにハトを放した話が記載されており、この頃にはハトが飼育されていた証拠とも考えられている。イラクのアルパチャにおいて紀元前4500年頃のハトのテラコッタの像が出土しており、ハトが宗教上重要視されていたことを物語っている。古代エジプトにおいてもハトは飼育されていた。やがてハトの飼育は地中海世界へと広がり、古代ギリシャの各都市やエトルリア人にも広まった。ローマ帝国においてはハトは宗教上重要な意味を持つ一方、肥育されて食用としても盛んに用いられた。

## 人との関係

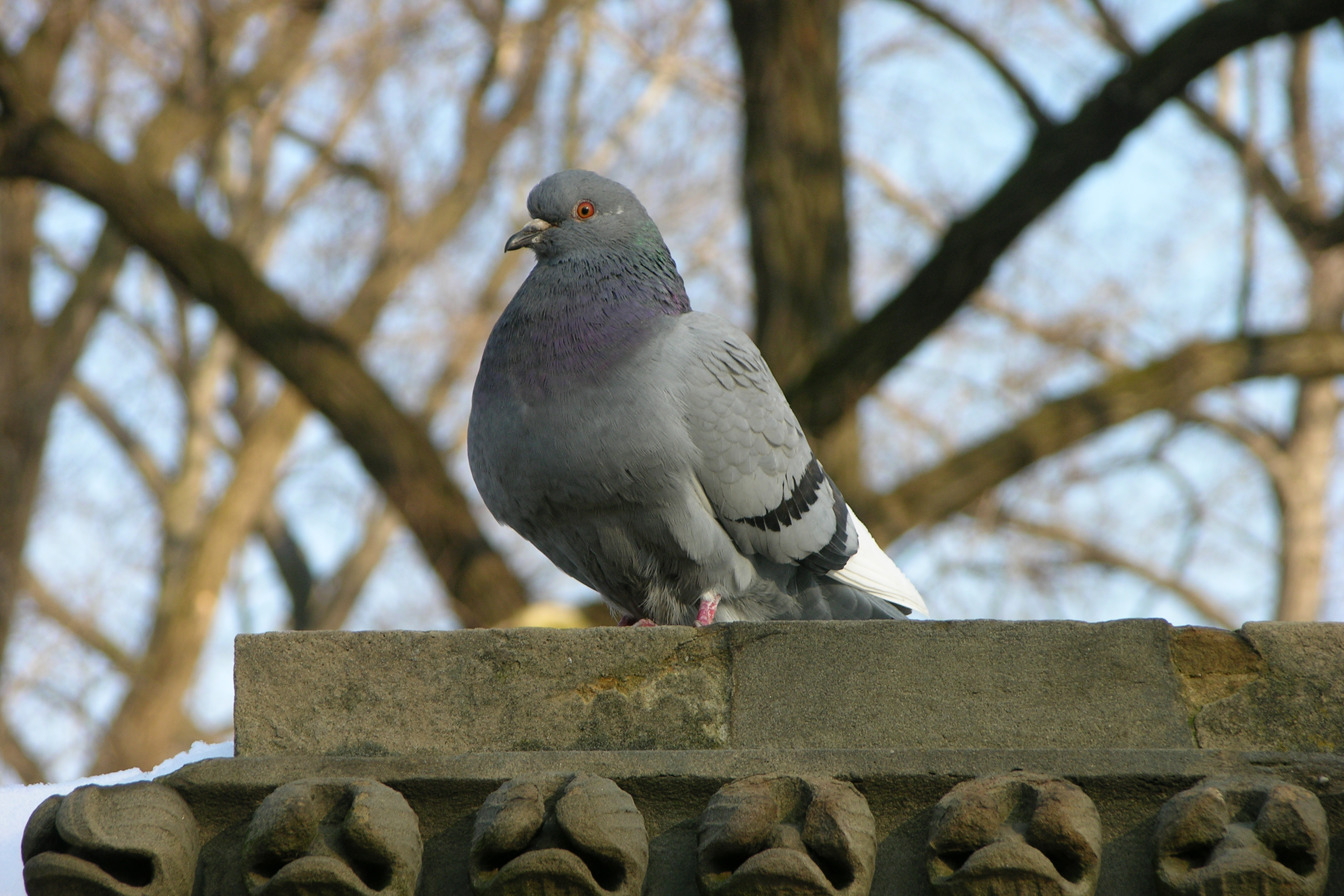
カワラバト（ドバト）

### 伝書鳩
ハトはまた、通信用の伝書鳩としても古代から盛んに使用された。カワラバトから長年にわたって改良された伝書鳩は、戦中の軍事用、戦前・戦後には報道用や通信用に大いに活用された。太陽コンパスと体内時計、地磁気などにより方角を知る能力に優れているとされ、帰巣本能があるため、遠隔地まで連れて行ったハトに手紙などを持たせて放つことによって、情報をいち早く伝えようとしたのである。戦時には古くから軍が導入し、軍用鳩が本格的に研究され、第二次世界大戦においては主に伝令用の他、小型カメラを装着させた敵地偵察用のスパイ鳩として活躍した。薬品や血清等の医薬品、動物（主に牛）の精子の輸送にも使われ僻地医療で重要な役目を果たした。
しかしその後、電話などの通信技術の進歩によりその役目を終えたかに見えた。現在では、脚環にICチップを内蔵した自動入舎システムが普及したため、かつて鳩を飼っていた団塊の世代がリタイア後に再開し、鳩レースを楽しむことが小ブームになっている。また、情報IT関連の新しい試みとして、レース鳩にマイクロSDメモリーカード（合計2TB程度）等の超小型メモリーチップを運ばせたり（200km程度の短距離で所要時間は約2時間）、GPSユニットやCCDカメラ等を取り付け、より詳細な生態や飛行コースを追跡する実験も行われている。

### 文化・比喩
ハトは、その群れを成す性質から、オリーブと共に平和の象徴とされている。日本では、穏健派や平和主義者を「ハト派」、強硬派を同じ鳥類でも猛禽類の鷹にたとえて「タカ派」という比喩表現も使われる。実際に、ハトは他の鳥類に対しては争いを避ける傾向にあり、人家の餌台などでもヒヨドリ、ムクドリからスズメなどの自分よりも小さな鳥であっても遠慮して近づかないことがある。しかし、例外的にハト同士に関してはかなり攻撃的になり、群れでのイニシアティブを取ることに躍起になることはある。
ハトは数少ない人間を恐れない鳥として認識されることが多いが、最低限の警戒はしており、例えば人間にも攻撃してくるタイプと攻撃性の低いタイプを見分けて識別している。さらにカラスとの逃げるまでの距離の決定的な違いは、飛び立つ際の機動力の差であり、カラスが飛び立つのに時間を要し、一定の安全な面積が必要なことに対し、ハトはカラスよりもコンパクトに飛行に移行できるためで、必ずしもハトがカラスより警戒心が低いという訳ではない。

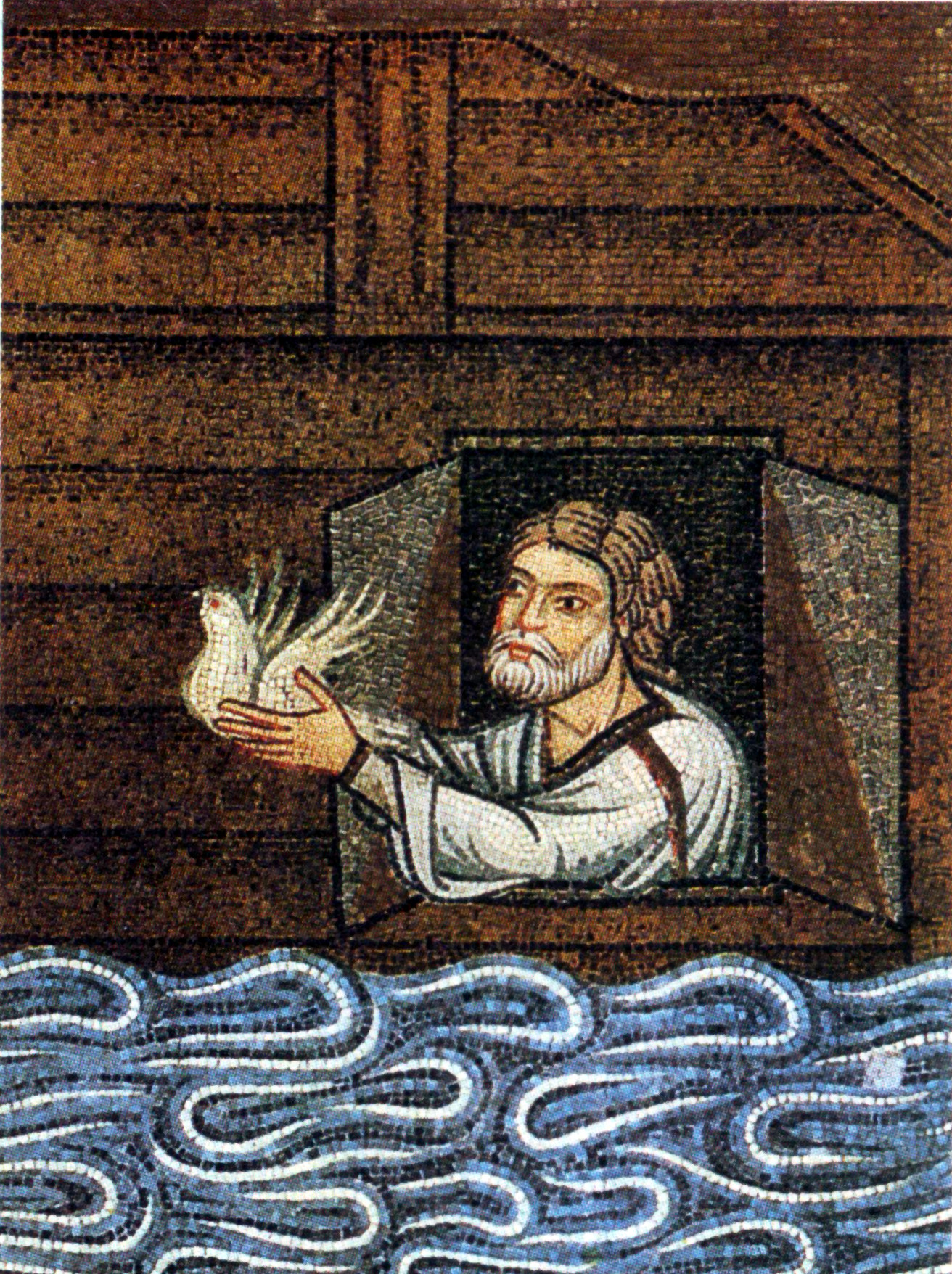
ノアとハトのモザイク画

これは旧約聖書の大洪水（ノアの箱舟）伝説にも由来している。ノアは47日目にカラスを放ったが、まだ水が乾く前であったからすぐに戻ってきた。ハトを放ったところ、オリーブの葉をくわえて戻ってきた。これによりノアは水が引き始めたことを知ったという。「平和の祭典」とも称される近代五輪の開会式では、かつては実際に鳩が飛ばされていたが、外来生物への危機感の高まりや鳩が生息できる環境ではない場所での開催、式典が日中ではなく夜中に行われるようになった事などから、鳩に扮した人のダンサーなどによるパフォーマンスや鳩を模した風船、モニター映像によるもの等に変わった。
また、ギリシア神話においてハトは、愛と美の女神アプロディーテーの聖鳥とされていた他、イアーソーンを始めとする英雄たち（アルゴナウタイ）が乗るアルゴー船が、互いに離れたりぶつかり合ったりを繰り返す二つの巨岩シュムプレーガデスの間を通り抜ける際、試しにハトを通り抜けさせて安全を確認するエピソードや、狩人オーリーオーンがプレイアデス（巨神アトラースの七人娘たち）を追い回した際、それを不憫（ふびん）に思った主神ゼウスが彼女たちをハトに変え、さらに星へと変えたエピソード等が存在する。新約聖書では、荒野で苦行を終えたイエス・キリストがサタンの誘惑を退けた後、聖霊が白いハトの姿となってくだったことは、つとに有名である。
一方、オーストリアの動物行動学の権威、コンラート・ローレンツはその著書『ソロモンの指環』の中で、平和の象徴とされるハトの別の一面を紹介している。2羽のハトを一つの鳥籠に入れて外出したところ、籠の中でハトが喧嘩を起こし、互いに死ぬまで決して戦いを止めようとはしなかった、というもので、こうした「ハトの喧嘩」は戦い方を知らず致命打を与えられるほどの武器も持ち合わせていない動物ほど、いざ争いを始めた際には戦いに慣れた肉食動物以上に凄惨な殺し合いに発展する、という事例の典型例として引き合いに出される。

### 国・地域ごとの状況

#### 日本

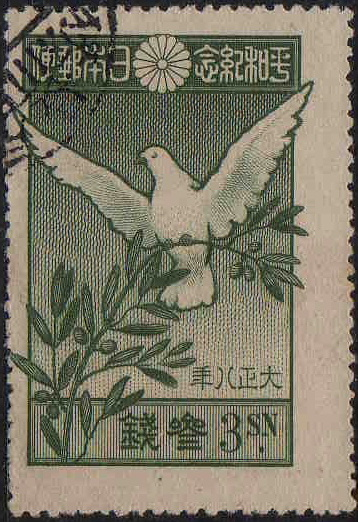
第一次世界大戦を終結させたヴェルサイユ条約締結を記念して日本で発行された3銭切手（大正8年 (1919年)）

日本では鳩が八幡神の神使とされてきた。八幡神は軍神なので平和とは結びつかず、武士の家紋ともなった。第二次世界大戦後に西洋での鳩のイメージが入ってきて、タバコのピースのデザインのような平和のシンボルと言うイメージが定着した。

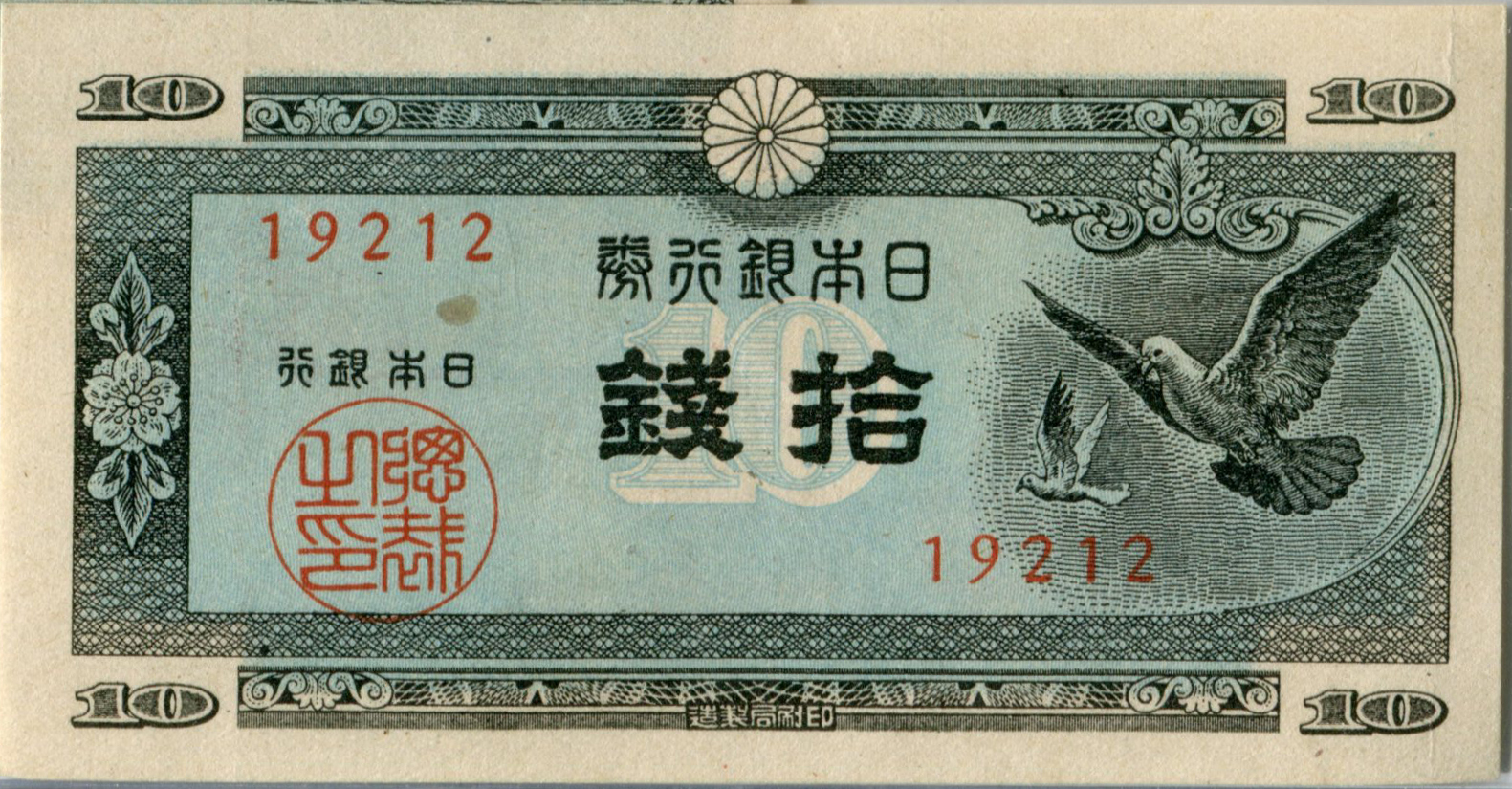
十銭紙幣A号券（昭和22年 (1947年)）

日本の童謡の代表的なものの一つとして『鳩』が挙げられる。また、瀧廉太郎は『鳩ぽっぽ』という童謡を作曲している。
「鳩に三枝の礼あり（仔鳩が親の恩を感じ三つ下の枝に止まる故事より、礼儀を重んじることの重要性）」「鳩に豆鉄砲（突然の出来事に、あっけにとられた様子）」「鳩を憎み豆を作らぬ（些細なことに拘って肝心なことが疎かになる愚かしさや弊害）」など諺でもお馴染みである。
ハトの名前は特急「はと」という列車名に用いられたことがある他、日本テレビのジャンクション『鳩の休日』にも開局以来ハトが登場している。また、神奈川県の銘菓の一つに「鳩サブレー」というハトの形を模した菓子も存在している。

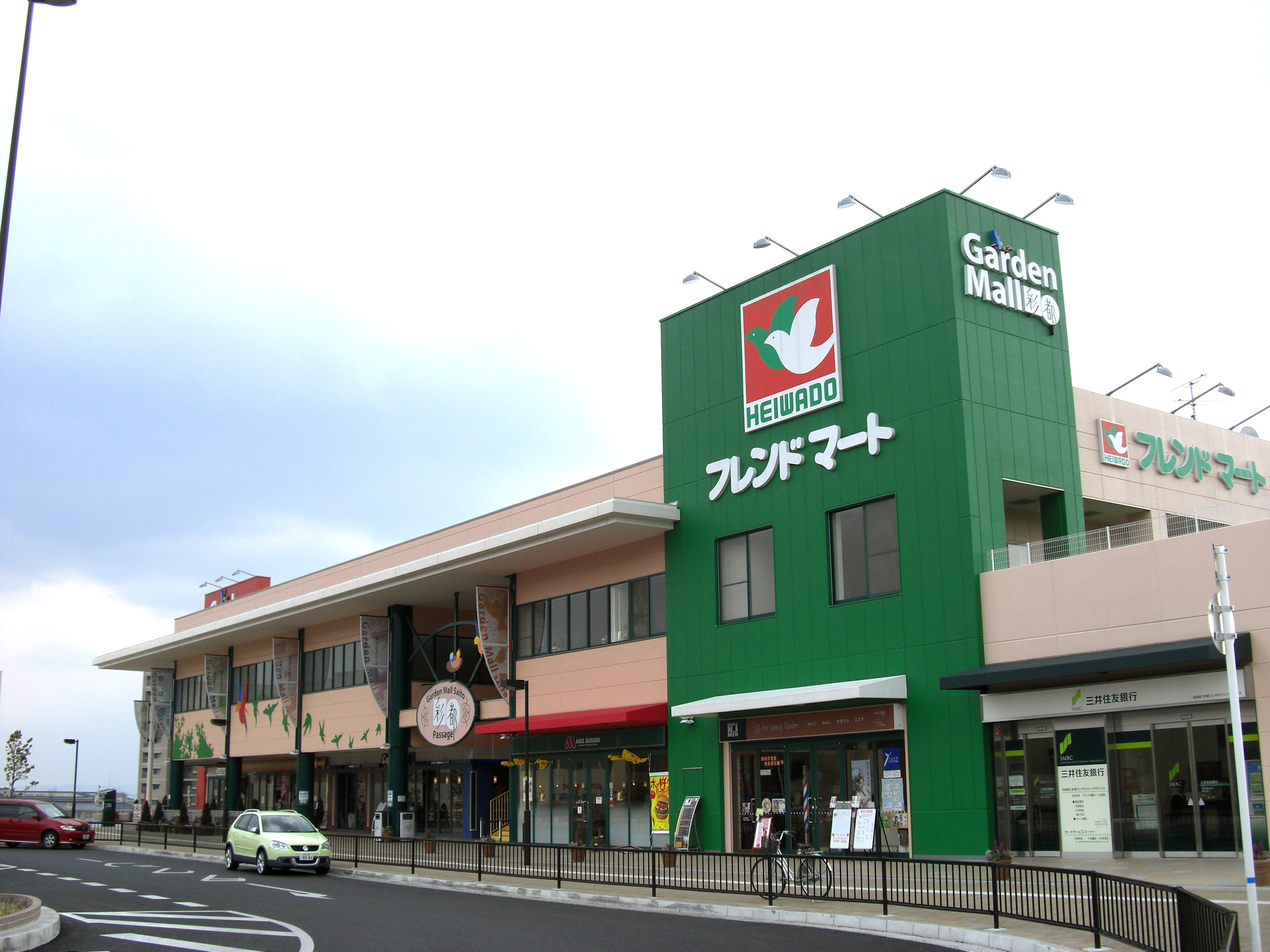
平和堂フレンドマート彩都店

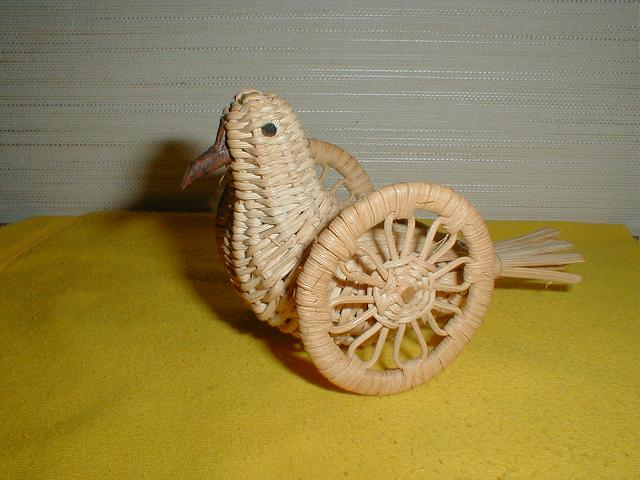
郷土玩具のあけび鳩車

企業名やシンボルマークでハトにちなんだものとしては、例えばはとバスや、イトーヨーカ堂のロゴマーク（真上に青と真下に赤の中間にシロバトの位置）、同社傘下のスーパーマーケットであるヨークマートのマーク（ヨーカ堂での青部分が緑）、全国宅地建物取引業協会連合会のシンボルマーク、全国引越専門協同組合連合会が存在する。滋賀県を中心に展開するスーパーチェーンの平和堂のロゴマーク（赤い背景に前にシロバトと後にアオバトの位置）として親しまれていたこともある。後述の外国語名から取られた企業名として、ベビー用品メーカーのピジョン、ガス機器メーカーのパロマなども挙げられる。
日本では1980年代あたりから都市部を中心にハトによる糞害が多発し、問題化している。鳥の糞にはヒトに肺炎を起こすオウム病、クラミジア（原虫）やクリプトコッカス（カビの一種）を含んでいることがあり、特に大群をなすハトはそれを排出しやすい。公園などでの餌付け行為は禁止されている。それでも鳩への餌やりを止めない人もおり、東京都の荒川区や大田区のように罰則付き条例で禁止する地方自治体もある。ハトの食べ残しはネズミも呼び寄せる弊害もあるため禁止条例を求める動きは他地域にも広がっており、大阪市にように餌やり禁止でなく事後の清掃義務付けを規定した例もある。
金沢駅（石川県金沢市）では糞害対策として鷹匠に依頼して鷹で鳩を追い払うパトロールが定期的に行われている。

### イングランド
イングランドでは、胸の筋肉を異常に発達させたポーターという愛玩具用の品種の鳩やen:Fancy pigeonという観賞用のハトの品種群が存在する。

### 中国
中華人民共和国（中国）では鳥を放つと幸運が訪れるという民間信仰があり、祭事・祝い事の際にはハトを放つ習慣があったが、現在では都市部でハトが繁殖してしまっているため、放鳥が禁止されている地域もある。
一部の地域では、ハトの尾翼の付け根に鳩鈴（中国語で鸽铃、鸽哨）と呼ばれる物が、猛禽類に襲われないよう、娯楽、追跡用に付けられる。

### 食用
食文化として、ドバトは中華料理では普通に食用にされる。また、フランス料理でもハトは食材として一般的である。ギリシア料理、レバノン料理、エジプト料理など地中海沿岸においてハトはよく食される。イギリスでも18世紀頃までは自然繁殖した物を捕らえて調理したハトが一般的に食卓に上っていたといわれ、現在でも食文化中にその名残が見られる。中近東では古くより、乾燥した風土でも放し飼いでよく増える性質があるため、ハトのための養殖場（塔のような建造物）もあり、貴重な動物性蛋白源として、一般的に利用されている。鳩の塔（ピジョン・タワー）と呼ばれるこの塔は、高さは10mから15mほどで、場所によってスタイルが違う。イランのイスファハーン周辺においてはひとつおきに積んだ日干しレンガを高く積み上げ、ハトの休息できる無数の空洞を作る。ここにハトがやってきて営巣するのである。その外側はぐるりと日干しレンガの壁によって覆われており、内部構造は見えなくなっている。外壁にはいくつかの穴があけられており、そこからハトは出入りする。エジプトにおいては中は空洞で、そのかわりに止まり木が何段も差し込まれ、これがハトの巣となっている。イランにおいてのピジョン・タワーの主目的は肥料としてのハトの糞の収集であり、そのため化学肥料の普及後は利用されることはなくなっている。これに対してエジプトのピジョン・タワーは食用ハトの飼育を目的としており、現在でも使用されている。糞ももちろん肥料として使用するが、二義的なものである。
日本では一般的には鳩を食用とすることはまれである。初めて日本にきた中国人はしばしば、野生のハトを誰も捕まえようとせず、ハトも人を恐れないことに驚く。日本において野鳥を狩猟することは鳥獣保護法で規制されているが、キジバト（山鳩）は狩猟鳥であり、食用にされることがある。ハトの卵はハトの肉と同様日本では食材として一般的ではない。沸騰したお湯でも固まらず、ほとんど食べられることはない。

## 首振り歩行
ハトは歩行時に首を前後に振りながら歩くことで知られている。この動作はハト科以外の多くの鳥でも見られるが、ハト（特にドバト）は、警戒心が非常に弱く、歩いている状態で身近に見かける機会が多いため、多くの人々から「首を振る鳥」として認知されている。
この首振り歩行は、暗闇や、ベルトコンベア上を逆向きに歩かせたときは行われない。一方、移動する風景を投影するスクリーンを周囲に張り巡らした実験装置の中では歩行しないまま首振りをする。従って、胴体が前進しているときでも頭部だけはなるべく長時間にわたって空間内で静止するよう首を前後させ、視覚情報を安定して得られるように行われているものと考えられている。また、首振りのタイミングは、体重を片脚で支えている間も重心が安定する位置に来るようになっている。それゆえに「安定して歩行するため」という説もある。恐竜の末裔である鳥類の歩行の研究は、まだまだ、謎に満ちている分野であると言える。

## 各国語での呼び名など
鳩（ハト）
日本語。パタパタと飛び立つときの音の様子、軽やかに羽ばたく音「ハタハタ」に由来するという。
pigeon（ピジョン） / dove（ダヴ）
英語において、ノルマン人からの借用語である pigeon は主に飼いバトを、ゲルマン語由来の dove は野生バト、とりわけコキジバト（turtle dove）を指すが、現在のアメリカ合衆国などでは pigeon で一括してしまうことも多い。また詩語としては dove が好んで使われる。前述のノアの箱舟伝説の「ハト」も、英文旧約聖書では dove である。pigeonには「鳩」の他に「若い娘」や「のろま」の意味もある。doveには「鳩」の他に「純潔な人」「優しい人」、恋人への呼びかけ「my dove＝ かわいい人よ」の意味もある。
paloma（パロマ）
スペイン語でハトの意味。
Taube（タウベ）
ドイツ語。英語 dove と同源（ゲルマン祖語: *dubon）。doveと同様に縮小形のTäubchenには「小鳩」の他に恋人への呼びかけの意味もある。
colombo（コロンボ）
イタリア語でハトの意味。doveと同様「優しい人」や恋人の意味もある。イタリアの伝統芸能コンメディア・デッラルテに登場する「恋する若い娘」を表すキャラクター名はコロンビーナ（小鳩ちゃん）である。
鴿子/鸽子（コーツ、普通話 gēzi）、鴿（広東語 gaap3）
現代中国語で「鳩（鸠）」は用いない。「鳩」（現代の発音は jiū）は『詩経』をはじめとする古典文献には鳥の名称として登場するが、それがハトだったかどうかは定かではない。
なお漢字の「鳩」は、発音を表す「九」と意味を示す「鳥」からなる形声文字である。「九」は鳴き声からきたとする説があるが、非科学的な俗説に過ぎない。「鳩」の文字に「九」が含まれるのは、「究」の文字に「九」が含まれるのと同様に、中国語において「鳩」や「究」が「九」と声調のみが異なるほぼ同音異義語であるためである。

## 個体数管理
スイスの生物学者が考案したハトの個体数管理方法の一つは次のようなものであり、ノッティンガム、バーゼル等で成功した。
1. ハトの寝床を用意し給餌する。
2. 用意した寝床以外では給餌を禁止する。
3. 寝床でハトの卵を一定の割合で偽物と置き換える。